# Chus Martínez
Chus Martínez, née en 1972 à Ponteceso (Espagne), est une historienne de l'art espagnole, conservatrice et autrice, curatrice d'exposition, spécialisée dans le domaine de l'art contemporain. Elle dirige depuis 2014 la Basel Academy of Art and Design FHNW. Elle vit et travaille à Bâle.

## Biographie
Chus Martínez suit sa formation universitaire en histoire de l'art et philosophie à l'Université autonome de Barcelone. Elle poursuit ses études supérieures en Allemagne à l'Université de Tübingen et à la FU Berlin puis aux États-Unis,  où elle obtient une maîtrise ès arts à l'Université de Columbia Center for Curatorial Studies du Bard College New York.

## Carrière
- 2001 à 2005 elle est successivement Responsable du programme Sala Montcada à la Fundació la Caixa de Barcelone, Commissaire de projets à la Sala Rekalde, le centre d'art contemporain de Bilbao[4].
- 2005 : commissaire du Pavillon de Chypre à la 51e Biennale de Venise, et co-commissaire avec Albert Serra du Pavillon Catalan[5].
- 2006 : Directrice du Frankfurter Kunstverein
- 2008 : Conservatrice en chef du Musée d'Art Contemporain (MACBA) de Barcelone , Conseillère en conservation pour Carnegie International , Conservatrice en chef du El Museo del Barrio à New York[6].
- 2010 : Commissaire invitée du 29e Biennale de São Paulo. Membre du jury du National Gallery Prize for Young Art 2011.
- 2011 : Directrice de Département de conservation de la Documenta 13 à Kassel.
- 2012 : Curatrice en chef au Museo Del Barrio à New York, Directrice de département de conservation de dOCUMENTA (13) à Kassel.
- Depuis 2014 : Directrice de l'Institut d'art de la Haute école spécialisée du nord-ouest de la Suisse (FHNW) à Bâle[7].

### En tant que curatrice (extraits)
- 2008 : « La Vie Unanime », rétrospective de Deimantas Narkevicius, Musée Reine Sofia.
- 2009 : Thomas Bayrle, Rétrospective, j'ai le sentiment qu'on n'est plus au Kansas ; La maladie de l'écriture. Un projet sur le texte et l'imagination spéculative
- « Pensée Sauvage » and « The Great Game To Come » à la Frankfurter Kunstverein
- Deimantas Narkevičius (Museo de Arte Reina Sofia, Madrid)
- 2018-2020 : expédition The Current, par TBA21-Academy.
- 2020-2022 : directrice artistique de Ocean Space, Venise, en lien avec l'Institut Art Gender Nature.

### Autres travaux et contributions
Chus Martínez donne régulièrement des conférences et publie des textes de catalogue et des critiques pour Artforum et d'autres magazines internationaux tels que Mousse et Spike.
Avec Bettina Funcke, elle supervise la série 100 Notes – 100 Pensées.
Avec Sabine Himmelsbach : Coding Care-Towards a Technology for Nature.

## Publications
- Dora Garcia : 1101001000 Unodiezcienmilinfinito. Fundación La Caixa de Pensiones, Barcelone, 2002,  (ISBN 84-7664-747-6) .
- Charo Garaigorta: aéroports. (avec Carles Guerra). Sala de Exposiciones Rekalde, Bilbao, 2004,  (ISBN 84-88559-39-9) .
- Pensée Sauvage De Liberté. Revolver, Francfort-sur-le-Main, 2007,  (ISBN 978-3-86588-377-3) .
- La Grande Transformation / druk 1 : art et magie tactique. Éditeurs Veenman, 2008,  (ISBN 978-90-8690-206-4) .
- L'Allemagne en automne. Fondation Ursula Blickle, 2009,  (ISBN 978-3-930043-30-9) .
- Club Univers, 2017, édition anglaise, Sternberg Press - Histoire, critique et théorie.
- Corona Tales – Let Life Happen to You, 2020, édition anglaise, Lenz Press.
- Like This ! Natural Intelligence As Seen by Art, 2021.
- The Complex Answer – On Art as a Nonbinary Intelligence, 2023, édition anglaise Sternberg Press - Histoire, critique et théorie.